# Saulxures-lès-Vannes
Saulxures-lès-Vannes è un comune francese di 365 abitanti situato nel dipartimento della Meurthe e Mosella nella regione del Grand Est.

## Società

### Evoluzione demografica
Abitanti censiti